# Wim Rietveld

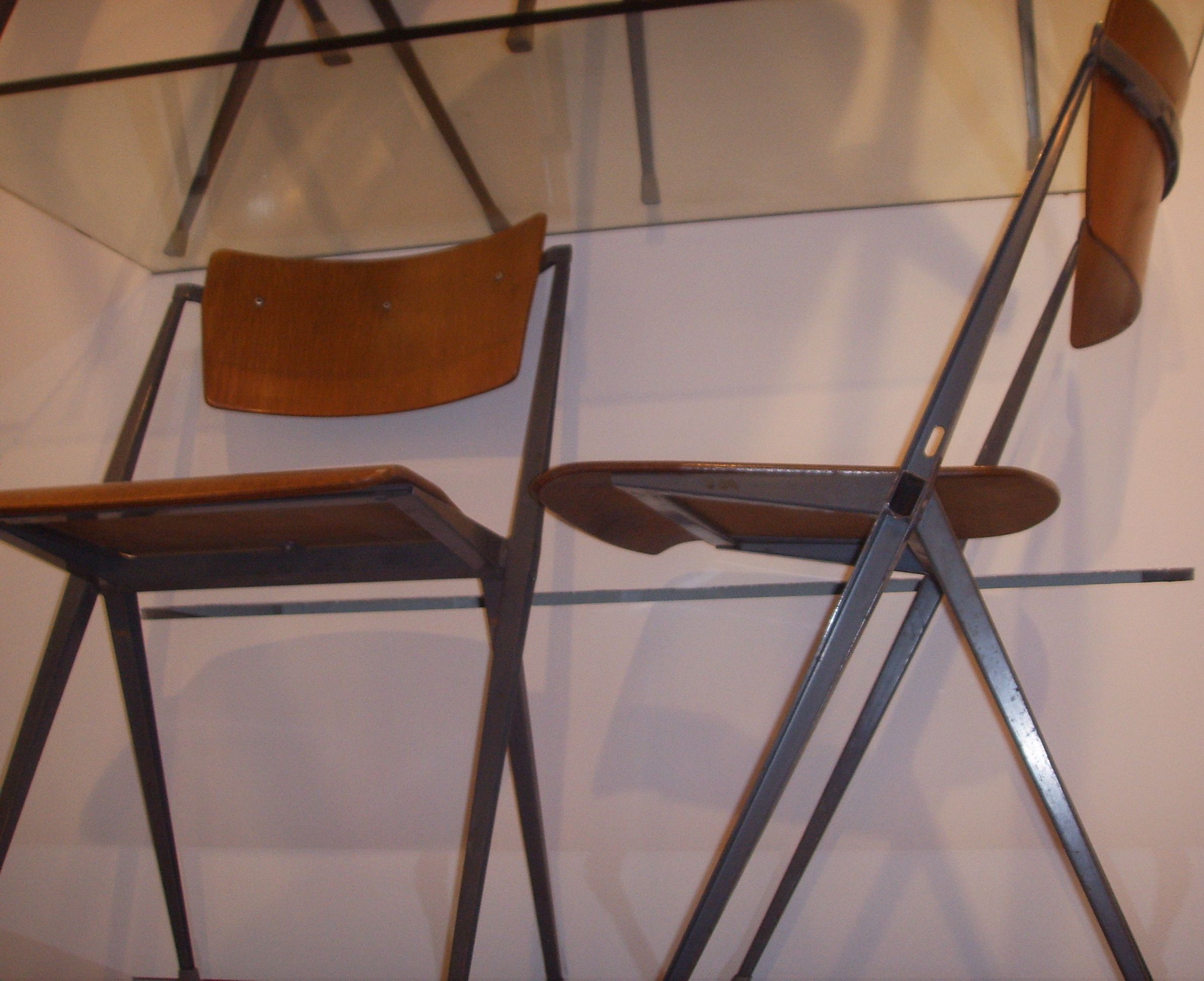
Stuhl Ahrend/De Circle

Wim Rietveld (* 1924; † 1985) war ein niederländischer Designer. Sein Vater war der Architekt und Designer Gerrit Thomas Rietveld.
Im Zeichenbüro einer Fabrik für Industriewaagen arbeitete er zunächst als Zeichenlehrling und später als Leiter des Zeichenbüros.
1950 begann er eine Designerausbildung an der Koninklijke Academie van Beeldende Kunsten in Den Haag. Aufgrund seiner guten Diplomarbeit warb Willem H. Gispen ihn an, in seiner Firma Gispen zu arbeiten. Rietveld arbeitete für Gispen und es entstand die erfolgreiche Gispen-Kollektion „Möbel für das einfache Interieur“.
Ab 1960 dozierte er an der Den Haager Akademie und der ehemaligen Technischen Hochschule in Delft, wo er 1973 im Fachbereich Industrielle Formgebung zum außerordentlichen Professor ernannt wurde.
| Personendaten    | Personendaten             |
| ---------------- | ------------------------- |
| NAME             | Rietveld, Wim             |
| KURZBESCHREIBUNG | niederländischer Designer |
| GEBURTSDATUM     | 1924                      |
| STERBEDATUM      | 1985                      |